# Стів Дубинський
Стів Дубинський (англ. Steve Dubinsky, нар. 9 липня 1970, Монреаль) — канадський хокеїст, що грав на позиції центрального нападника.

## Ігрова кар'єра
Хокейну кар'єру розпочав 1994 року виступами за команду «Чикаго Блекгокс».
1990 року був обраний на драфті НХЛ під 226-м загальним номером командою «Чикаго Блекгокс». 
Протягом професійної клубної ігрової кар'єри, що тривала 11 років, захищав кольори команд «Чикаго Блекгокс», «Калгарі Флеймс», «Нашвілл Предаторс» та «Сент-Луїс Блюз».

## Статистика
| 1993–1994    | «Чикаго Блекгокс»                     | НХЛ          | 27  | 2  | 6  | 8  | 16  |
| 1994–1995    | «Чикаго Блекгокс»                     | НХЛ          | 16  | 0  | 0  | 0  | 8   |
| 1995–1996    | «Чикаго Блекгокс»                     | НХЛ          | 43  | 2  | 3  | 5  | 14  |
| 1996–1997    | «Чикаго Блекгокс»                     | НХЛ          | 5   | 0  | 0  | 0  | 0   |
| 1997–1998    | «Чикаго Блекгокс»                     | НХЛ          | 82  | 5  | 13 | 18 | 57  |
| 1998–1999    | «Чикаго Блекгокс»/«Калгарі Флеймс»    | НХЛ          | 62  | 4  | 10 | 14 | 14  |
| 1999–2000    | «Калгарі Флеймс»                      | НХЛ          | 23  | 0  | 1  | 1  | 4   |
| 2000–2001    | «Чикаго Блекгокс»                     | НХЛ          | 60  | 6  | 4  | 10 | 33  |
| 2001–2002    | «Чикаго Блекгокс»/«Нашвілл Предаторс» | НХЛ          | 29  | 6  | 2  | 8  | 14  |
| 2002–2003    | «Сент-Луїс Блюз»                      | НХЛ          | 28  | 0  | 6  | 6  | 4   |
| Усього в НХЛ | Усього в НХЛ                          | Усього в НХЛ | 375 | 25 | 45 | 70 | 164 |